# I Can't Dance
I Can't Dance (en castellano "No Puedo Bailar") es la cuarta canción del álbum We Can't Dance del grupo británico Genesis publicado en 1991 y fue el segundo sencillo del álbum (No Son Of Mine había sido el primero). La canción alcanzó el puesto #7, tanto en los rankings de Estados Unidos como en los del Reino Unido.
El video de esta canción es humorístico, creando el paso de "No Puedo Bailar" de Phil Collins e ilustrando el artificial y falso glamur de las publicidades televisivas. El mismo Collins dijo que el video estaba dirigido como una broma a las modelos en los comerciales de pantalones de jean, y cada verso en la letra de la canción se refiere a cosas que las modelos hacen en los comerciales. Hablando acerca de estas modelos, específicamente dijo, "...no pueden bailar".
Fue interpretada en vivo en la gira "The Way We Walk" posterior al lanzamiento del álbum y aparece grabada de esta forma en el álbum The Way We Walk, Volume One: The Shorts de 1992. También fue interpretada en la gira "Turn It On Again 2007", aunque en esta ocasión se la tocaba como un vis (encore), junto a The Carpet Crawlers. Tony Banks opina sobre la canción en un artículo sobre Genesis en un número de la revista Keyboard de 1992: 
Una particularidad de hacer la percusión electrónica en el JD-800, como lo hice en esta canción, es que me impidió tocar los teclados al comienzo de la canción. Fue algo cómico utilizar ese efecto especial de percusión, el cual ni siquiera yo sabía que estaba ahí cuando compré el instrumento. Todos los sonidos de percusión en la canción vienen del JD-800. Ese sonido en particular es un sonido predefinido que nadie había utilizado anteriormente. Interpretamos "I Can't Dance" unas pocas veces y estaba bien, pero era muy seria. Luego cuando la interpreté con este sonido de percusión, de repente cobró un nuevo sentimiento. Entonces comenzamos a verla diferente, Phil improvisó las partes vocales y todo comenzó a tomar forma. Ese gracioso sonido le dio a la canción una nueva personalidad.

## Sencillo
- El sencillo contenía una versión extendida llamada "Sex Mix". Posteriormente fue publicada en el álbum recopilatorio "Genesis Archive 2: 1976-1992" y renombrada como "12 Mix". Los creadores de este remix fueron los hermanos Howard Gray y Trevor Gray de Apollo 440.
- El lado-B, la canción "On the Shoreline", también fue incluida en el álbum compilatorio Genesis Archive 2: 1976-1992. Esta canción fusiona la guitarra de Phil Collins en "In the Air Tonight" junto con el peculiar sonido "elephantus" de "No Son Of Mine" (otra canción del álbum We Can't Dance) en la introducción.

- Datos: Q3645778